# Љусићи (Калиновик)
Љусићи су насељено мјесто у општини Калиновик, Република Српска, БиХ. Према прелиминарним резултатима пописа становништва из 2013. године, у селу Љусићи није било становника.

## Географија
Љусићи се налазе у близини градилишта бране Хидроелектране Улог на ријеци Неретви.
Љусићи су подијељени ентитетском линијом, тако да је 1,8 km² припало Општини Калиновик у Републици Српској, а 1,85 km² Граду Коњицу у Херцеговачко-неретванском кантону, Федерација Босне и Херцеговине.

## Становништво
| Националност | 1991.     |
| Срби         | 22 (100%) |
| Укупно       |           |

| Демографија | Демографија | Демографија |
| Година      | Становника  | Становника  |
| ----------- | ----------- | ----------- |
| 1961.       | 52          |             |
| 1971.       | 53          |             |
| 1981.       | 35          |             |
| 1991.       | 22          |             |
| 2013.       | 0           |             |